# 대천 한내돌다리
대천 한내돌다리(大川 한내돌다리)는 대한민국 충청남도 보령시 대천천 하류에 있었던 다리이다. 1992년 8월 17일 충청남도의 유형문화재 제139호로 지정되었다.

## 개요
대천천 하류에 있었던 다리로, 예전에는 남포와 보령을 이어주는 중요한 교통로였다고 한다. 세월이 흐르면서 물살에 쓸려 떠내려 가거나, 하천 제방공사를 하면서 파손되어 얼마남지 않은 것을, 1978년 수습하여 옮겨 두었다가, 1992년에 대천천 강변에 옮겨 일부만 복원해 놓았다.
거대한 화강암으로 만들었는데, 근처에 있는 왕대산의 돌을 깎아내어 뗏목으로 운반해온 것으로 보인다. 다리의 몸체를 받치는 기둥은 거칠게 손질한 2∼3개의 돌을 쌓아 이루게 하여, 모두 6개의 기둥이 불규칙하게 배치되어 있다. 그 위로 넓적한 판돌을 걸쳐서 다리를 완성하였는데, 원래는 12칸 돌다리라 하나 적어도 22칸은 되었던 것으로 추측된다. 다리의 높이는 낮은 편이어서 바닷물이 밀려오거나 홍수가 질 때면 물에 잠기고, 보통 때에도 가끔 잠기었다 한다.
『동국여지지』,『신안읍지』,『여지도서』등의 기록으로 보아 적어도 18세기에는 이 다리가 설치되어 있었던 것으로 보인다. 보령에서는 해마다 향토문화축제가 열리는데 이 때 12칸 돌다리밟기제(祭)와 돌다리밟기에 많은 시민이 참여하고 있다.

## 참고 자료
- 대천한내돌다리 - 국가유산청 국가유산포털